# Juania australis
Genre
Espèce
Classification phylogénétique
Statut de conservation UICN

 VU D2 : Vulnérable
Juania australis est une espèce de palmier endémique de l'archipel Juan Fernández, à l'ouest du Chili. C'est l'unique représentant du genre Juania. 

## Classification
- Sous-famille des Ceroxyloideae
  - Tribu des Ceroxyleae

Ce genre partage sa tribu avec les genres suivant : Ceroxylon, Oraniopsis et  Ravenea  .